# Escândalo da adulteração de carne em 2013

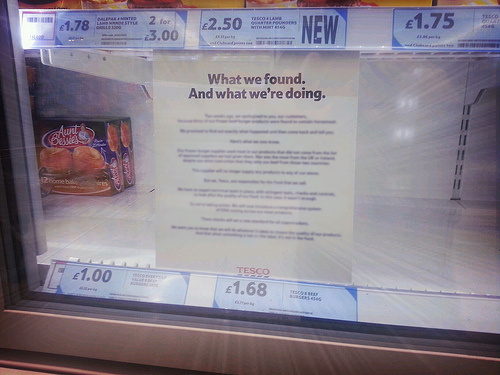
Entrada de um hipermercado Tesco após a remoção dos produtos adulterados com carne de cavalo.

O escândalo da adulteração de carne, em curso na Europa, se iniciou com o anúncio de que alimentos continham, não declaradamente, carne de cavalo e de porco, sendo que em alguns casos, 100% do teor de carne era de origem equina. A questão veio à tona em 15 de janeiro de 2013, quando foi noticiado que DNA equino foi descoberto em alimentos  como hambúrgueres e lasanha,
vendidos congelados em vários supermercados irlandeses e britânicos. Embora a carne de cavalo não seja prejudicial para a saúde e comida em muitos países, é considerada um alimento tabu em muitos países, incluindo o Reino Unido e a Irlanda. Análises indicaram que das 27 amostras de produtos bovinos, 23 continham DNA de porco e 10 DNA de cavalo.